# Armée de défense nationale Mon
 (mai 2024).
L'armée de défense nationale Mon (MNDA), également connue sous le nom d'Armée guerrière nationale Mon, est un groupe dissident de l'Armée de libération nationale Mon (en) (MNLA) formé en représailles à l'entrée du Parti de l'État du Nouveau Mon (en) dans un cessez-le-feu avec le Conseil d'État pour la paix et le développement (SPDC). Le MNDA s'unit finalement à une autre faction dissidente du MNLA dirigée par Nai Pan Nyunt le 29 novembre 2001 pour former l'Armée de restauration du Monland (en),.

## Histoire
Initialement, l'alliance MRA/HRP s'engage dans de nombreux affrontements avec le SPDC et le MNLA au début de l'année 2002. Cependant, la force des groupes dissidents se détériore en 2003, la plupart de ses membres ayant fait défection pour rejoindre le MNLA.
Après que le MNLA mette fin à son cessez-le-feu avec le SPDC en septembre 2010, le MNDA et le MRA se réunissent.